# 湯田中渋温泉郷
湯田中・渋温泉郷（ゆだなかしぶおんせんきょう）は、長野県下高井郡山ノ内町の横湯川、夜間瀬川流域に点在する9つの温泉の総称（温泉郷）である。また、沓野温泉を含めて10の温泉として扱う場合もある。
旅館、ホテルは約100軒ほどあり、大型旅館や最新の都市型ホテル、和風の伝統的な木造旅館など、個性的な施設も多い。駅周辺ではヤマアジサイの植栽をはじめている。温泉郷内の共同浴場の数は別府温泉に次ぐ国内第2位の軒数を誇る。山ノ内町内には温泉街が点在している。町内にある他の温泉は山ノ内町#温泉を参照のこと。

## 郷内の温泉

### 安代温泉
- 泉質 : 単純泉、弱食塩泉、含苦硝食塩泉

### 角間温泉
- 泉質 : 含食塩石膏泉、ナトリウム・塩化物硫酸塩泉、含食塩硫黄泉

穂波温泉より、国道292号を群馬側に進んだ先に位置する。天然ラドンが国内有数の療養泉。アトピーに効果があるとも言われている。韓国ドラマ天国の樹のロケ地。昔ながらの湯治場そのものである。

### 上林温泉
- 泉質：亡硝泉、含食塩石膏泉

国道292号沿いに位置する。

### 地獄谷温泉
- 泉質：含食塩石膏苦味泉、単純泉

### 渋温泉
- 泉質：含食塩石膏泉、含食塩亡硝泉、弱食塩泉、含食塩亡硝硫化水素泉、単純泉

### 新湯田中温泉
- 泉質 : 単純泉、弱食塩泉

湯田中駅の近くの温泉街で、朝市や柳並木がある。1891年（明治24年）に、湯田中村のはずれに三社遊郭として開発された。現在ではそのような商売は行われていない。

### 星川温泉
- 泉質 : 硫黄泉

湯田中駅のそば、夜間瀬川沿いに温泉街が広がる。

### 穂波温泉
- 泉質 : 含石膏食塩泉、塩化物泉、単純泉

湯田中駅、湯田中温泉の夜間瀬川の対岸に位置する。

### 湯田中温泉
- 泉質 : 弱食塩泉、含苦硝食塩泉、単純泉